# László Radocsay
László Radocsay (auch Ladislaus von Radocsay, * 18. November 1878 in Istvánfölde, Komitat Torontál; † 14. November 1968 in Budapest) war ein  ungarischer Justizminister und Parlamentarier.

## Studium und erste berufliche Stationen
Ladislaus von Radocsay studierte an der Universität Budapest die Rechtswissenschaft und erwarb hier den juristischen Doktortitel. Anschließend wurde er Rechtsanwalt und Honorarfiskal in der königlichen Freistadt Temesvár und des Komitats Temes. 1914 wurde er dort zum Obernotär gewählt. Im  Ersten Weltkrieg war er  Reserveleutnant der Artillerie. 1918 wurde er dem Ministerium für öffentliche Verpflegung zugeteilt. Danach war er in der Entwicklung von Kreditgenossenschaften tätig. Er erreichte die Position eines Generaldirektors der Kreiskreditgenossenschaft im Donau-Theiß-Gebiet mit Sitz in Kecskemét. 1929 wurde er vom Reichsverweser Ungarns Miklós Horthy zum Oberwirtschaftsrat ernannt. Im Juni 1934 wurde er zum Inhaber des ungarischen Amtes eines Obergespanns zunächst der vereinigten Komitate Komorn und Gran und dann 1935 auch zum Obergespann der Komitate  Raab,  Moson und Pozsony sowie der königlichen Freistadt  Raab ernannt. Bis 1939 war er zusätzlich als Obergespann der Freistadt Gran tätig.

## Justizminister und Parlamentarier Ungarns
Am 8. November 1938 wurde Ladislaus von Radocsay zum Justizminister Ungarns ernannt. Kurz danach wurde er als Vertreter der ungarischen Regierungspartei im Wahlkreis  Tapolca-Balatonfüred des ehemaligen  Ministerpräsidenten Kálmán Darányi zum Reichstagsabgeordneten gewählt. Am 3. Dezember 1940 wurde er zum königlich-ungarischen Geheimrat ernannt. In mehreren Kabinetten blieb er ununterbrochen Justizminister bis zur  Besatzung Ungarns durch das nationalsozialistische Deutschland am 9. März 1944.
Ab dem 6. September 1941 besuchte er als ungarischer Justizminister auf Einladung des Staatssekretärs Franz Schlegelberger mehrere Tage lang das nationalsozialistische Deutschland. Über die Stationen seiner Reise wurde im Amtsblatt des Reichsjustizministeriums Deutsche Justiz u. a. folgendes berichtet:
Ferner hatten sich auf dem Bahnhof Staatssekretär Dr.  Freisler, Vertreter des  Auswärtigen Amtes, des Propagandaministeriums sowie weitere Herren des Reichsjustizministeriums | S. 912 eingefunden. [...] Am 7.9. stattete der Ungarische Justizminister Staatssekretär Dr. Schlegelberger im Reichsjustizministerium einen Besuch ab. [...] Am 8.9.1941 besichtigte der ungarische Minister mit seiner Begleitung das Kammergericht, den Volksgerichtshof, das  Institut für ausländisches öffentliches und internationales Recht sowie das Gebäude des  NS-Rechtswahrerbundes, wo er vom Reichsgeschäftsführer Dr.  Heuber in Vertretung des Reichsministers Generalgouverneur  Dr. Frank begrüßt wurde. [...] Am Dienstag wurden weitere Einrichtungen der Justizverwaltung, insbesondere die  Strafanstalt in Brandenburg, besichtigt. Anschließend trat der ungarische Minister mit seiner Begleitung eine Reise durch Deutschland an, bei der er weitere Gerichte und Strafanstalten besichtigen wird. So wurde am Dienstag dem Reichsgericht in Leipzig ein Besuch abgestattet und am folgenden Tage das  Landeserbhofgericht in Celle besichtigt.
Über die Leistungen als Justizminister Ungarns wurde aus deutscher Sicht des  Jahres 1941 folgendes berichtet:
 Von den ungarischen Gesetzen, die während seiner Tätigkeit als Minister entstanden sind, sollen erwähnt werden: das Gesetz über die Beschränkung und Aufhebung der mit dem Straurteil verbundenen nachteiligen Rechtsfolgen (Rehabilitationsgesetz), das Gesetz über den strafrechtlichen Schutz des Nationalitätengefühls und das Gesetz über die Ergänzung und die Abänderung des Ehegesetzes sowie über die in dieser Beziehung erforderlichen  Rassenschutzbestimmungen.

Von den unter der Führung von Exzellenz von Radocsay abgeschlossenen internationalen Abkommen sind hervorzuheben: das deutsch-ungarische Beglaubigungsabkommen, das deutsch-ungarische Urheberrechtsabkommen, der deutsch-ungarische  Auslieferungsvertrag, das deutsch-ungarische  Rechtshilfeabkommen in Angelegenheiten des bürgerlichen und des Handelsrechts, der deutsch-ungarische Konsularvertrag und das deutsch-ungarische Schriftgutabkommen. Zurzeit finden weitere Verhandlungen über Entwürfe zu einem deutsch-ungarischen Abkommen über die  Personenstandsdokumente, einem  Fahndungsabkommen, einem Abkommen über die gegenseitige Anerkennung von familienrechtlichen Entscheidungen und von Todeserklärungen sowie einem Abkommen über die Anerkennung und Vollstreckung von Entscheidungen in Unterhaltssachen statt.

## Schriften Radocsay
- László v. Radocsay: Die Rechtserneuerung in Ungarn. (Schriften der Akademie für Deutsches Recht: Gruppe Recht des Auslands; Nr. 1) München/Berlin: C. H. Beck, 1942, (39 Seiten)

## Quelle
- Bericht über den Besuch des ungarischen Justizministers im September 1941 in Deutschland mit Kurzbiographie des Besuchers in der Zeitschrift „Deutsche Justiz“, hrsg. vom Reichsminister der Justiz, Heft 37 vom 12. September 1941, S. 911f.